# Брэдфорд Парк Авеню
«Брэ́дфорд Парк Авеню́» (англ. Bradford (Park Avenue) Association Football Club), до 1970 года известный как просто «Брэ́дфорд» — английский футбольный клуб из Брадфорда, графство Уэст-Йоркшир. Основан в 1907 году.
Нынешнее известное название клуба — «Брэдфорд Парк Авеню» — происходит от названия старого стадиона клуба, «Парк Авеню», построенного Арчибальдом Литчем, и используется, чтобы отличать этот клуб от другого клуба из Брадфорда, «Брэдфорд Сити». В настоящее время клуб выступает на стадионе «Хорсфолл Комьюнити».
В настоящее время выступает в Северной Премьер-лиге, седьмом по значимости дивизионе в системе футбольных лиг Англии.

## История

### 1863—1974

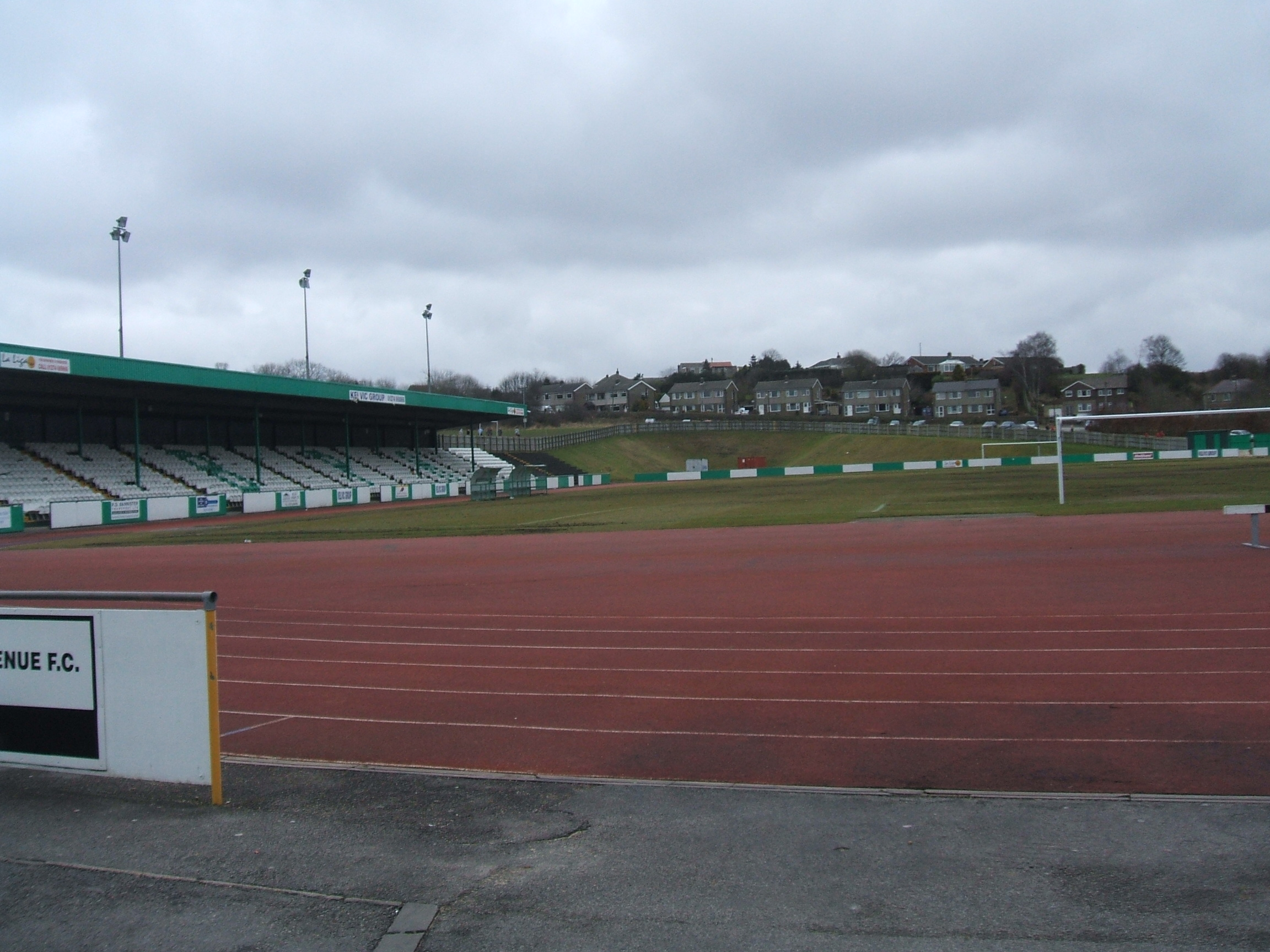
«Хорсфолл»

В 1863 году был создан футбольный клуб «Брэдфорд», игравший в регби. Первым достижением клуба стал выигрыш Кубка Йоркшира по регби в 1884 году. В сезоне 1903/04 «Брэдфорд» выиграл чемпионат Футбольной лиги по регби, а в 1906 году стал обладателем Кубка вызова. В 1907 году решением части членов клуба (чуть больше половины от общего числа) клуб вышел из регбийной лиги и стал футбольным клубом, продолжая выступать на стадионе «Парк Авеню». Несогласное с этим решением меньшинство участников клуба покинуло команду и основало новый регбийный клуб, «Брэдфорд Нортерн». Сразу после своего основания «Брэдфорд» подал заявку на вступление в Футбольную лигу. Заявка, однако, была отклонена, поэтому клуб вошёл в Южную Лигу, даже несмотря на то, что клуб располагался на севере (тем самым «Брэдфорд» занял место «Фулхэма», который стал членом Футбольной лиги). В 1908 году «Авеню» был избран во Второй дивизион Футбольной лиги, и в 1914 году вышел в Первый дивизион. Самым большим достижением клуба является 9-е место в Первом дивизионе по итогам сезона 1914/15. После Первой мировой войны начался период упадка: в 1921 году «Брэдфорд» выбыл во Второй дивизион, а в 1922 году — в Третий северный дивизион. В 1928 году клуб занял первое место в Третьем северном дивизионе и вернулся во Второй дивизион, но в 1950 году вновь его покинул, и в 1958 году попал в Четвёртый дивизион. В 1970 году «Брэдфорд» потерял своё место в Футбольной лиге, уступив его «Кембридж Юнайтед», и начал выступать в Северной премьер-лиге.

### 1974 — настоящее время
В 1973 году из-за финансовых проблем клуб был вынужден продать свой старый стадион на Парк Авеню, начав выступать на стадионе своих соседей из «Брэдфорд Сити», но год спустя все равно оказался ликвидирован. Новый клуб долгое время выступал только в Воскресной Лиге, однако в сезоне 1988/89 все же заявился в нормальный чемпионат, и в 1995 год вернулся в Северную Лигу, попутно переехав на новый легкоатлетический стадион. В сезоне 2004/05 «БПА» стал одним из клубов-основателей Северной Конференции, однако вылетел из неё в первом же сезоне. Тем не менее, в 2012 году клуб сумел завоевать путевку обратно, обыграв в финале плей-офф «Юнайтед оф Манчестер».

## Дерби
У «Брэдфорд Парк Авеню» с 1912 года существует противостояние с земляками из «Брэдфорд Сити», известное как Брэдфордское или Шерстяное дерби.

## Достижения
- Чемпион Первого дивизиона Лиги северо-западных графств: 1995
- Чемпион Первого дивизиона Северной премьер-лиги: 2001
- Чемпион Первого северного дивизиона Северной премьер-лиги: 2008
- Обладатель Кубка президента Северной премьер-лиги: 2006